# Hockey su ghiaccio ai XXII Giochi olimpici invernali - Convocazioni al torneo femminile
Ciascuna squadra partecipante al torneo di hockey su ghiaccio ai XXII Giochi olimpici invernali consisteva al massimo di 18 giocatrici di movimento (attaccanti e difensori), con l'aggiunta di 3 portieri.

## Gruppo A

### Canada
Allenatore:  Kevin Dineen.
Lista dei convocati aggiornata al 7 febbraio 2014.
| N. | Pos. | Nome                    | Anno | Alt. | Peso | Tiro | Squadra                    |
| -- | ---- | ----------------------- | ---- | ---- | ---- | ---- | -------------------------- |
| 1  | P    | Shannon Szabados        | 1986 | 173  | 66   | L    | NAIT Ooks                  |
| 2  | A    | Meghan Agosta-Marciano  | 1987 | 168  | 66   | L    | Montreal Stars             |
| 3  | D    | Jocelyne Larocque       | 1988 | 170  | 63   | L    | Calgary Inferno            |
| 5  | D    | Lauriane Rougeau        | 1990 | 173  | 75   | L    | Cornell Big Red            |
| 6  | A    | Rebecca Johnston        | 1989 | 170  | 61   | L    | Toronto Furies             |
| 8  | D    | Laura Fortino           | 1991 | 164  | 62   | L    | Cornell Big Red            |
| 9  | A    | Jennifer Wakefield      | 1989 | 175  | 77   | R    | Toronto Furies             |
| 10 | A    | Gillian Apps            | 1983 | 183  | 80   | L    | Brampton Thunder           |
| 12 | D    | Meaghan Mikkelson       | 1985 | 175  | 88   | R    | Calgary Inferno            |
| 13 | A    | Caroline Ouellette - C  | 1979 | 180  | 78   | L    | Montreal Stars             |
| 15 | A    | Mélodie Daoust          | 1992 | 163  | 71   | L    | McGill Martlets            |
| 16 | A    | Jayna Hefford - A       | 1977 | 165  | 63   | L    | Brampton Thunder           |
| 18 | D    | Catherine Ward - A      | 1987 | 168  | 61   | L    | Montreal Stars             |
| 19 | A    | Brianne Jenner          | 1991 | 175  | 70   | R    | Cornell Big Red            |
| 21 | A    | Haley Irwin             | 1988 | 170  | 78   | L    | Montreal Stars             |
| 22 | A    | Hayley Wickenheiser - A | 1978 | 178  | 77   | R    | Calgary Dinos              |
| 24 | A    | Natalie Spooner         | 1990 | 178  | 80   | R    | Toronto Furies             |
| 27 | D    | Tara Watchorn           | 1990 | 178  | 76   | L    | Calgary Inferno            |
| 29 | A    | Marie-Philip Poulin     | 1991 | 168  | 72   | L    | Boston University Terriers |
| 31 | P    | Geneviève Lacasse       | 1989 | 173  | 67   | L    | Boston Blades              |
| 31 | P    | Charline Labonté        | 1982 | 175  | 78   | L    | Montreal Stars             |

LEGENDA:

P = Portiere, D = Difensore, A = Attaccante, L = sinistra, R = destra

### Finlandia
Allenatore:  Mika Pieniniemi.
Lista dei convocati aggiornata al 7 febbraio 2014.
| N. | Pos. | Nome                 | Anno | Alt. | Peso | Tiro | Squadra                     |
| -- | ---- | -------------------- | ---- | ---- | ---- | ---- | --------------------------- |
| 1  | P    | Eveliina Suonpää     | 1995 | 173  | 63   | L    | Team Kuortane               |
| 3  | D    | Emma Terho           | 1981 | 159  | 60   | L    | Espoo Blues                 |
| 4  | D    | Rosa Lindstedt       | 1988 | 186  | 80   | L    | JYP Jyväskylä               |
| 5  | D    | Anna Kilponen        | 1995 | 169  | 74   | L    | Team Kuortane               |
| 6  | D    | Jenni Hiirikoski - C | 1987 | 162  | 60   | L    | JYP Jyväskylä               |
| 7  | D    | Mira Jalosuo         | 1989 | 184  | 80   | R    | SKIF Nižnij Novgorod        |
| 9  | A    | Venla Hovi           | 1987 | 169  | 61   | L    | KalPa Kuopio                |
| 10 | A    | Linda Välimäki       | 1990 | 165  | 62   | L    | Espoo Blues                 |
| 11 | A    | Annina Rajahuhta     | 1989 | 164  | 62   | L    | Espoo Blues                 |
| 13 | A    | Riikka Välilä        | 1973 | 160  | 63   | R    | JYP Jyväskylä               |
| 15 | A    | Minntu Tuominen      | 1990 | 165  | 67   | R    | Espoo Blues                 |
| 16 | A    | Vilma Tanskanen      | 1995 | 175  | 66   | L    | Team Kuortane               |
| 18 | P    | Meeri Räisänen       | 1989 | 170  | 62   | L    | JYP Jyväskylä               |
| 20 | D    | Saija Tarkki         | 1982 | 172  | 60   | L    | Oulun Kärpät                |
| 21 | A    | Michelle Karvinen    | 1990 | 166  | 69   | L    | North Dakota Fighting Sioux |
| 23 | A    | Nina Tikkinen        | 1987 | 170  | 66   | L    | Oulun Kärpät                |
| 29 | A    | Karoliina Rantamäki  | 1978 | 163  | 65   | L    | SKIF Nižnij Novgorod        |
| 41 | P    | Noora Räty           | 1989 | 165  | 70   | L    | Ilves Tampere               |
| 77 | A    | Susanna Tapani       | 1993 | 176  | 64   | L    | North Dakota Fighting Sioux |
| 80 | D    | Tea Villilä          | 1991 | 168  | 63   | L    | Minnesota-Duluth Bulldogs   |
| 96 | A    | Anna Vanhatalo       | 1996 | 176  | 73   | L    | Espoo Blues                 |

LEGENDA:

P = Portiere, D = Difensore, A = Attaccante, L = sinistra, R = destra

### Svizzera
Allenatore:  René Kammerer.
Lista dei convocati aggiornata al 7 febbraio 2014.
| N. | Pos. | Nome               | Anno | Alt. | Peso | Tiro | Squadra                   |
| -- | ---- | ------------------ | ---- | ---- | ---- | ---- | ------------------------- |
| 1  | P    | Janine Alder       | 1995 | 161  | 53   | L    | EHC Winterthur            |
| 2  | A    | Katrin Nabholz     | 1986 | 167  | 57   | L    | ZSC Lions                 |
| 3  | D    | Sarah Forster      | 1993 | 169  | 55   | L    | HC Ajoie                  |
| 6  | D    | Julia Marty - C    | 1988 | 170  | 72   | L    | Linkopings HC             |
| 7  | D    | Lara Stalder       | 1994 | 166  | 60   | R    | Minnesota-Duluth Bulldogs |
| 9  | A    | Stefany Marty      | 1988 | 168  | 72   | L    | Linkopings HC             |
| 10 | D    | Nicole Bullo       | 1987 | 160  | 54   | L    | Lugano Ladies             |
| 11 | D    | Angela Frautschi   | 1987 | 169  | 73   | L    | ZSC Lions                 |
| 13 | A    | Sara Benz          | 1992 | 163  | 55   | L    | ZSC Lions                 |
| 14 | A    | Evelina Raselli    | 1992 | 170  | 64   | L    | Lugano Ladies             |
| 16 | A    | Nina Waidacher     | 1992 | 170  | 65   | R    | St. Scholastica Saints    |
| 17 | A    | Jessica Lutz       | 1989 | 174  | 65   | L    | Ronin                     |
| 21 | D    | Laura Benz         | 1992 | 172  | 63   | L    | ZSC Lions                 |
| 22 | D    | Livia Altmann      | 1994 | 165  | 64   | L    | ZSC Lions                 |
| 25 | A    | Alina Müller       | 1998 | 162  | 50   | L    | EHC Winterthur            |
| 28 | P    | Sophie Anthamatten | 1991 | 171  | 72   | L    | EHC Saastal               |
| 41 | P    | Florence Schelling | 1989 | 174  | 68   | R    | EHC Bülach                |
| 61 | A    | Romy Eggimann      | 1995 | 157  | 54   | L    | Lugano Ladies             |
| 63 | A    | Anja Stiefel       | 1990 | 160  | 60   | R    | Lugano Ladies             |
| 88 | A    | Phoebe Stanz       | 1994 | 163  | 62   | L    | Yale Bulldogs             |
| 92 | D    | Sandra Thalmann    | 1962 | 162  | 67   | R    | SC Reinach                |

LEGENDA:

P = Portiere, D = Difensore, A = Attaccante, L = sinistra, R = destra

### Stati Uniti
Allenatore:  Katey Stone.
Lista dei convocati aggiornata al 9 febbraio 2014.
| N. | Pos. | Nome                    | Anno | Alt. | Peso | Tiro | Squadra                     |
| -- | ---- | ----------------------- | ---- | ---- | ---- | ---- | --------------------------- |
| 2  | D    | Lee Stecklein           | 1994 | 183  | 77   | L    | Minnesota Golden Gophers    |
| 7  | A    | Monique Lamoureux-Kolls | 1989 | 168  | 70   | R    | North Dakota Fighting Sioux |
| 9  | D    | Megan Bozek             | 1991 | 173  | 80   | R    | Minnesota Golden Gophers    |
| 10 | A    | Meghan Duggan - C       | 1987 | 178  | 75   | R    | Boston Blades               |
| 13 | A    | Julie Chu               | 1982 | 173  | 67   | R    | Montreal Stars              |
| 14 | A    | Brianna Decker          | 1991 | 160  | 68   | R    | Wisconsin Badgers           |
| 15 | D    | Anne Schleper           | 1990 | 178  | 77   | L    | Boston Blades               |
| 16 | A    | Kelli Stack             | 1988 | 163  | 61   | R    | Boston Blades               |
| 17 | A    | Jocelyne Lamoureux      | 1989 | 165  | 68   | R    | North Dakota Fighting Sioux |
| 18 | A    | Lyndsey Fry             | 1992 | 173  | 75   | R    | Harvard Crimson             |
| 19 | D    | Gisele Marvin           | 1987 | 173  | 70   | R    | Boston Blades               |
| 21 | A    | Hilary Knight           | 1989 | 180  | 84   | R    | Boston Blades               |
| 22 | D    | Kacey Bellamy           | 1992 | 170  | 66   | L    | Boston Blades               |
| 23 | D    | Michelle Picard         | 1993 | 163  | 68   | L    | Harvard Crimson             |
| 24 | D    | Josephine Pucci         | 1990 | 173  | 68   | R    | Harvard Crimson             |
| 25 | A    | Alexandra Carpenter     | 1994 | 168  | 73   | L    | Boston College Eagles       |
| 26 | A    | Kendall Coyne           | 1992 | 157  | 57   | L    | Northeastern Huskies        |
| 28 | A    | Romy Eggimann           | 1991 | 165  | 61   | R    | Minnesota Golden Gophers    |
| 29 | P    | Anja Stiefel            | 1987 | 175  | 58   | L    | Burlington Barracudas       |
| 30 | P    | Phoebe Stanz            | 1988 | 175  | 70   | L    | Boston Blades               |
| 31 | P    | Sandra Thalmann         | 1985 | 173  | 68   | L    | Oregon Outlaws              |

LEGENDA:

P = Portiere, D = Difensore, A = Attaccante, L = sinistra, R = destra

## Gruppo B

### Germania
Allenatore:  Peter Kathan.
Lista dei convocati aggiornata al 7 febbraio 2014.
| N. | Pos. | Nome                | Anno | Alt. | Peso | Tiro | Squadra                            |
| -- | ---- | ------------------- | ---- | ---- | ---- | ---- | ---------------------------------- |
| 3  | A    | Sophie Kratzer      | 1989 | 171  | 71   | L    | ESC Planegg                        |
| 4  | D    | Jessica Hammerl     | 1988 | 161  | 61   | L    | TSV Erding                         |
| 5  | A    | Manuela Anwander    | 1992 | 164  | 67   | R    | ERC Ingolstadt                     |
| 6  | A    | Bettina Evers       | 1981 | 167  | 71   | L    | ESC Planegg                        |
| 7  | A    | Nina Kamenik        | 1985 | 161  | 57   | L    | OSC Berlin                         |
| 8  | A    | Julia Zorn          | 1990 | 170  | 73   | L    | ESC Planegg                        |
| 10 | D    | Anja Weisser        | 1991 | 174  | 74   | L    | University of Prince Edward Island |
| 12 | D    | Susann Götz         | 1982 | 163  | 67   | L    | OSC Berlin                         |
| 13 | P    | Ivonne Schröder     | 1988 | 177  | 67   | L    | ELV Tornado Niesky                 |
| 14 | A    | Jacqueline Janzen   | 1993 | 178  | 83   | L    | Memmingen Indians                  |
| 15 | D    | Andrea Lanzl        | 1987 | 162  | 67   | L    | ERC Ingolstadt                     |
| 17 | A    | Sara Seiler         | 1983 | 169  | 65   | L    | ERC Ingolstadt                     |
| 18 | D    | Susanne Fellner     | 1985 | 159  | 57   | L    | Memmingen Indians                  |
| 22 | A    | Kerstin Spielberger | 1995 | 169  | 61   | L    | EHC Klostersee                     |
| 23 | D    | Tanja Eisenschmid   | 1993 | 170  | 63   | L    | North Dakota Fighting Sioux        |
| 24 | A    | Lisa Schuster       | 1987 | 169  | 70   | L    | OSC Berlin                         |
| 25 | A    | Franziska Busch     | 1985 | 163  | 69   | L    | Memmingen Indians                  |
| 26 | A    | Monika Bittner      | 1988 | 156  | 60   | L    | ESC Planegg                        |
| 27 | P    | Viona Harrer        | 1986 | 169  | 54   | L    | EC Bad Tölz                        |
| 30 | P    | Phoebe Stanz        | 1987 | 175  | 65   | L    | ERC Sonthofen                      |
| 81 | A    | Sandra Thalmann     | 1981 | 168  | 64   | L    | ERC Ingolstadt                     |

LEGENDA:

P = Portiere, D = Difensore, A = Attaccante, L = sinistra, R = destra

### Giappone
Allenatore:  Yuji Iizuka.
Lista dei convocati aggiornata al 7 febbraio 2014.
| N. | Pos. | Nome            | Anno | Alt. | Peso | Tiro | Squadra                    |
| -- | ---- | --------------- | ---- | ---- | ---- | ---- | -------------------------- |
| 1  | P    | Azusa Nakaoku   | 1985 | 157  | 53   | L    | Toyota Cygnus              |
| 2  | D    | Shiori Koike    | 1993 | 158  | 51   | L    | Mitsuboshi Daito Peregrine |
| 3  | D    | Yoko Kondo      | 1979 | 165  | 60   | R    | Seibu Princess Rabbits     |
| 4  | D    | Ayaka Toko      | 1994 | 161  | 59   | R    | Daishin                    |
| 5  | D    | Kanae Aoki      | 1985 | 165  | 60   | R    | Mitsuboshi Daito Peregrine |
| 6  | D    | Sena Suzuki     | 1991 | 166  | 57   | L    | Seibu Princess Rabbits     |
| 7  | D    | Mika Hori       | 1992 | 163  | 54   | R    | Toyota Cygnus              |
| 8  | A    | Tomoe Yamane    | 1986 | 168  | 70   | R    | Daishin                    |
| 9  | D    | Aina Takeuchi   | 1991 | 166  | 63   | L    | Daishin                    |
| 10 | A    | Haruna Yoneyama | 1991 | 160  | 55   | L    | Mitsuboshi Daito Peregrine |
| 11 | A    | Yurie Adachi    | 1985 | 156  | 51   | L    | Seibu Princess Rabbits     |
| 12 | A    | Chiho Ōsawa     | 1992 | 162  | 63   | R    | Mitsuboshi Daito Peregrine |
| 13 | A    | Moeko Fujimoto  | 1992 | 155  | 53   | L    | Mitsuboshi Daito Peregrine |
| 15 | A    | Rui Ukita       | 1996 | 168  | 71   | L    | Daishin                    |
| 17 | A    | Yuka Hirano     | 1987 | 157  | 52   | R    | Mitsuboshi Daito Peregrine |
| 18 | A    | Tomoko Sakagami | 1983 | 163  | 58   | R    | Mitsuboshi Daito Peregrine |
| 19 | A    | Miho Shishiuchi | 1986 | 164  | 62   | R    | Kushiro Bears              |
| 21 | A    | Hanae Kubo      | 1982 | 168  | 63   | R    | Seibu Princess Rabbits     |
| 23 | A    | Miho Shishiuchi | 1987 | 162  | 62   | L    | Seibu Princess Rabbits     |
| 29 | P    | Akane Konishi   | 1995 | 164  | 62   | L    | Kushiro Bears              |
| 30 | P    | Nana Fujimoto   | 1989 | 163  | 54   | L    | Vortex Sapporo             |

LEGENDA:

P = Portiere, D = Difensore, A = Attaccante, L = sinistra, R = destra

### Russia
Allenatore:  Michail Čekanov.
Lista dei convocati aggiornata al 7 febbraio 2014.
| N. | Pos. | Nome                 | Anno | Alt. | Peso | Tiro | Squadra              |
| -- | ---- | -------------------- | ---- | ---- | ---- | ---- | -------------------- |
| 1  | P    | Anna Prugova         | 1993 | 174  | 62   | L    | Tornado Mosca        |
| 2  | D    | Angelina Gončarenko  | 1994 | 177  | 71   | L    | Agidel Ufa           |
| 7  | A    | Alëna Chomič         | 1981 | 168  | 53   | R    | Agidel Ufa           |
| 8  | A    | Ija Gavrilova        | 1987 | 173  | 67   | L    | Tornado Mosca        |
| 9  | A    | Aleksandra Vafina    | 1990 | 168  | 57   | L    | Fakel Čeljabinsk     |
| 17 | A    | Ekaterina Smolenceva | 1981 | 176  | 65   | L    | Tornado Mosca        |
| 18 | A    | Ol'ga Sosina         | 1992 | 163  | 77   | R    | SKIF Nižnij Novgorod |
| 20 | D    | Julija Leskina       | 1991 | 178  | 76   | L    | Spartak Ekaterinburg |
| 21 | D    | Anna Šukina          | 1987 | 171  | 76   | L    | Tornado Mosca        |
| 23 | A    | Tat'jana Burina      | 1980 | 163  | 680  | L    | Tornado Mosca        |
| 25 | A    | Ekaterina Lebedeva   | 1989 | 166  | 66   | L    | Fakel Čeljabinsk     |
| 29 | A    | Anna Šochina         | 1997 | 163  | 60   | L    | Tornado Mosca        |
| 34 | D    | Svetlana Tkačëva     | 1984 | 170  | 63   | L    | Tornado Mosca        |
| 44 | D    | Aleksandra Kapustina | 1984 | 166  | 74   | L    | SKIF Nižnij Novgorod |
| 55 | A    | Galina Skiba         | 1984 | 164  | 66   | R    | Tornado Mosca        |
| 70 | D    | Anna Šibanova        | 1994 | 164  | 62   | L    | Agidel Ufa           |
| 72 | A    | Ekaterina Paškevič   | 1972 | 174  | 74   | L    | Agidel Ufa           |
| 77 | D    | Inna Djubanok        | 1990 | 166  | 63   | L    | Agidel Ufa           |
| 88 | A    | Tat'jana Sotnikova   | 1988 | 164  | 54   | R    | Tornado Mosca        |
| 95 | A    | Marija Onolbaeva     | 1995 | 159  | 57   | L    | Agidel Ufa           |
| 97 | P    | Ekaterina Anan'ina   | 1991 | 167  | 69   | L    | Fakel Čeljabinsk     |

LEGENDA:

P = Portiere, D = Difensore, A = Attaccante, L = sinistra, R = destra

### Svezia
Allenatore:  Niclas Högberg.
Lista dei convocati aggiornata al 7 febbraio 2014.
| N. | Pos. | Nome                 | Anno | Alt. | Peso | Tiro | Squadra               |
| -- | ---- | -------------------- | ---- | ---- | ---- | ---- | --------------------- |
| 1  | P    | Sara Grahn           | 1988 | 170  | 71   | L    | Brynäs IF             |
| 3  | D    | Sofia Engström       | 1987 | 163  | 63   | L    | Leksands IF           |
| 4  | D    | Jenni Asserholt - C  | 1988 | 172  | 73   | L    | Linköpings HC         |
| 6  | D    | Lina Bäcklin         | 1994 | 169  | 67   | L    | Brynäs IF             |
| 7  | D    | Johanna Olofsson     | 1991 | 169  | 66   | L    | Modo Hockey           |
| 9  | D    | Josefine Holmgren    | 1993 | 173  | 68   | L    | Brynäs IF             |
| 10 | D    | Emilia Andersson     | 1988 | 175  | 73   | L    | Linköpings HC         |
| 11 | A    | Cecilia Östberg      | 1991 | 166  | 65   | L    | Leksands IF           |
| 13 | A    | Lina Wester          | 1992 | 170  | 65   | L    | Leksands IF           |
| 16 | A    | Pernilla Winberg     | 1989 | 165  | 63   | L    | Munksund-Skuthamns SK |
| 17 | D    | Linnea Bäckman       | 1991 | 167  | 66   | L    | AIK Ishockey          |
| 18 | A    | Anna Borgqvist       | 1992 | 163  | 63   | L    | Brynäs IF             |
| 19 | A    | Maria Lindh          | 1993 | 176  | 63   | L    | Modo Hockey           |
| 20 | A    | Fanny Rask           | 1991 | 168  | 64   | L    | AIK Ishockey          |
| 21 | A    | Erica Udén Johansson | 1989 | 171  | 72   | L    | IF Sundsvall          |
| 22 | D    | Emma Eliasson        | 1989 | 167  | 68   | L    | Munksund-Skuthamns SK |
| 24 | A    | Erika Grahm          | 1991 | 174  | 70   | L    | Modo Hockey           |
| 27 | D    | Emma Nordin          | 1991 | 168  | 68   | L    | Modo Hockey           |
| 28 | A    | Michelle Löwenhielm  | 1995 | 172  | 67   | L    | AIK Ishockey          |
| 30 | P    | Kim Martin Hasson    | 1986 | 166  | 68   | L    | Linköpings HC         |
| 35 | P    | Valentina Wallner    | 1990 | 170  | 65   | L    | Modo Hockey           |

LEGENDA:

P = Portiere, D = Difensore, A = Attaccante, L = sinistra, R = destra